# Бранев-Ординацька
Бранев-Ординацька (пол. Branew Ordynacka) — село в Польщі, у гміні Дзволя Янівського повіту Люблінського воєводства.

## Назва
Початкове село — Бранев, Бранці.

## Історія
1531 року вперше згадується православна церква в Браневі.
За даними етнографічної експедиції 1869—1870 років під керівництвом Павла Чубинського, у селі переважно проживали римо-католики, які розмовляли українською мовою. 1872 року греко-католицька парафія Бранева налічувала 343 вірян. З 1875 року парафія діяла як православна.
У міжвоєнні 1918—1939 роки польська влада в рамках великої акції руйнування українських храмів на Холмщині і Підляшші перетворила православну церкву в Браневі на римо-католицький костел.